# Wolfgang Güllich

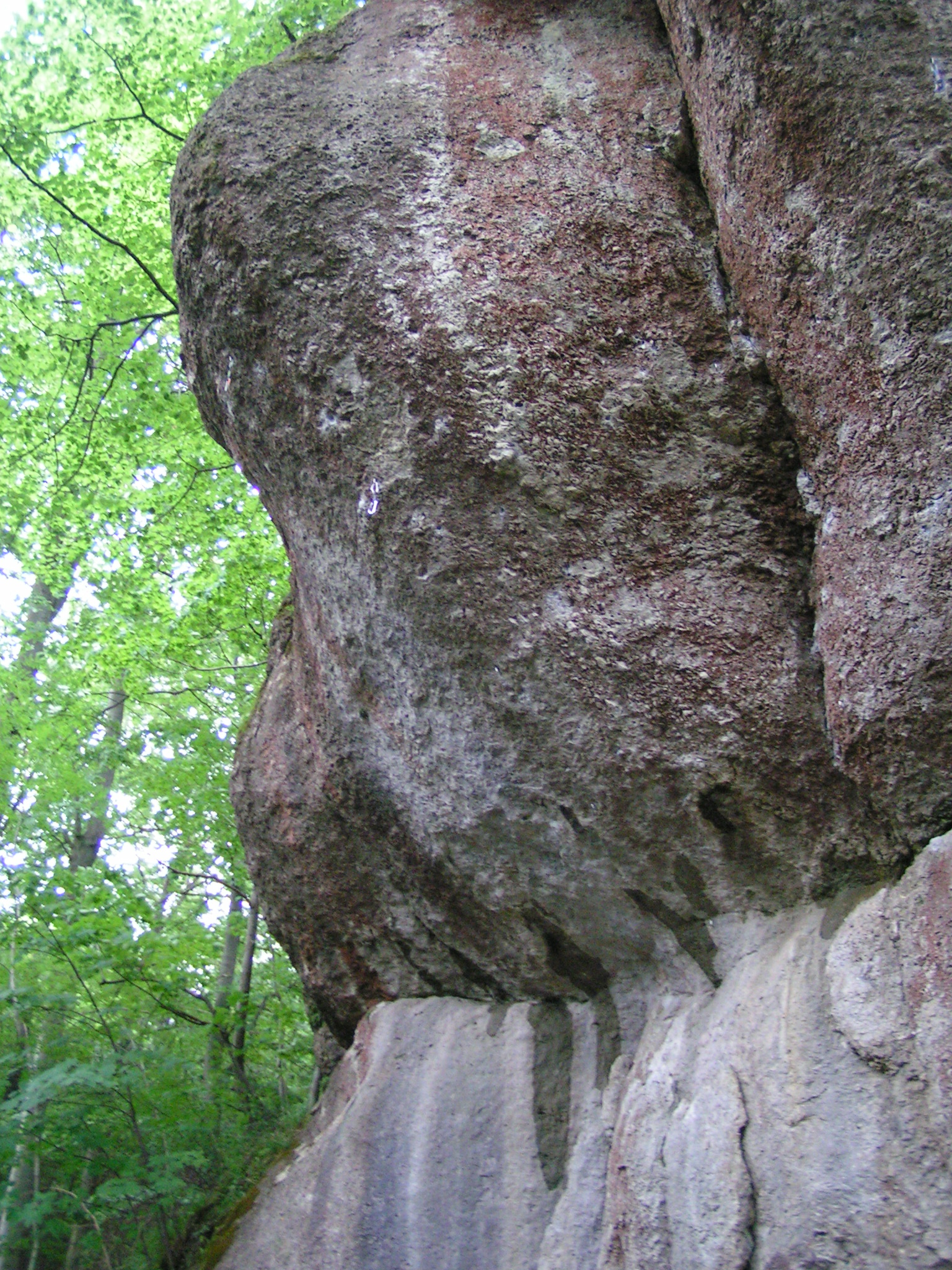
Cesta Action directe ve Frankenjuře - historicky první 9a

Wolfgang Güllich (24. října 1960, Ludwigshafen – 31. srpna 1992, Ingolstadt) byl německý profesionální sportovní lezec, který ve své době posunoval horní hranici stupnice obtížnosti, tzn. vytvářel a přelézal cesty, jejichž obtížnost převyšovala dosud lezené cesty. Také vnesl do sportovního lezení metody cíleného tréninku.
Jeho lezeckým partnerem byl často Kurt Albert. Společně vylezli například cestu Eternal Flame (9- A2) v Karakoramu nebo Riders on the Storm (9 A3) v Patagonii.
Dubloval Sylvestra Stalloneho ve filmu Cliffhanger natočeném v roce 1990.
Roku 1991 se oženil s Annette.
29. srpna 1992 havaroval na dálnici a o dva dny později zemřel v nemocnici v Ingolstadtu.

## Výkony a ocenění
- Získal nejvyšší sportovní vyznamenání v německu Silbernes Lorbeerblatt
- Patří k několika německým lezcům mezi hvězdami světového lezení, o kterých napsal Heinz Zak ve své knize Rock Stars z roku 1995.

### Skalní lezení
Mezi jím přelezené milníky sportovního lezení patří cesty:
- 1984: Kanal im Rücken 10
- 1985: Punks in the Gym 10+
- 1987: Wallstreet 11- / 8c
- 14.9.1991: Action Directe 11 / 9a - první 9a v historii
- 1986: Separate Reality 8+/9-, Yosemity - první sólo přelez cesty, zopakoval jej až Heinz Zak v roce 2005

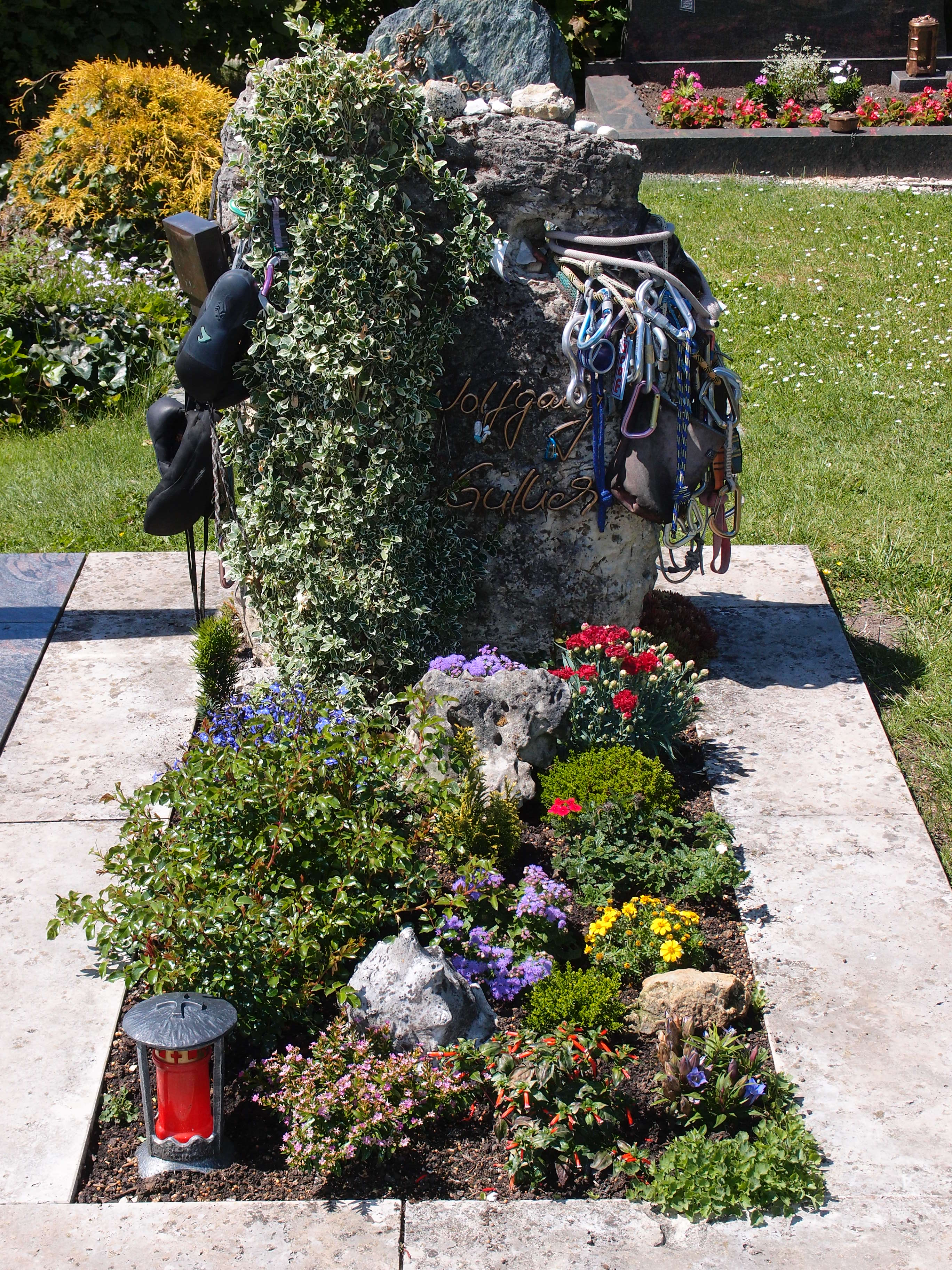
Náhrobek na hřbitově v Obertrubachu
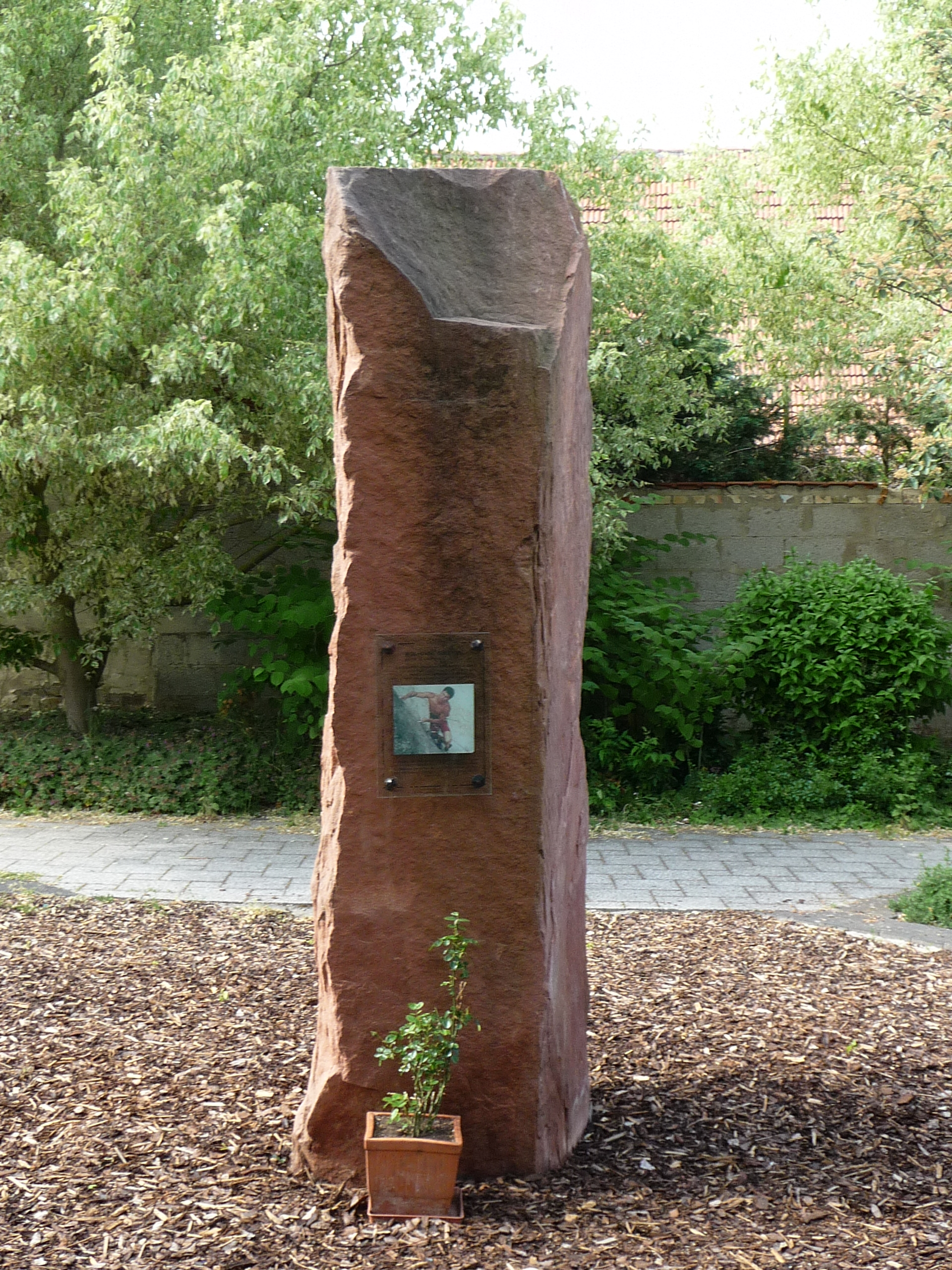
Pomník v Dannstadt-Schauernheimu